# تیتانیا (قمر)
تیتانیا (/ tɪˈtɑ:niə /)، همچنین «Uranus III» نامگذاری شده‌است، بزرگترین قمر اورانوس و هشتمین قمر بزرگ منظومه شمسی با قطر ۱٫۵۷۸ کیلومتر (۹۸۱ مایل) است. تیتانیا توسط ویلیام هرشل در سال ۱۷۸۷ کشف شد و از نام ملکه پریان در رؤیای شب نیمه تابستان شکسپیر نامگذاری شده‌است. مدار آن در داخل مگنتوسفر اورانوس قرار دارد.
تیتانیا تقریباً از مقدار یخی و سنگی مساوی تشکیل شده‌است و احتمالاً به یک هسته صخره ای و یک گوشته یخی متمایز شده‌است. یک لایه آب مایع ممکن است در مرز هسته و گوشته وجود داشته باشد. سطح تیتانیا، که نسبتاً تیره و کمی قرمز رنگ است، به نظر می‌رسد توسط هر دو اثر و فرآیندهای درون زا شکل گرفته‌است. پوشیده شده از دهانه‌های ضربه ای متعددی است که قطر آنها تا ۳۲۶ کیلومتر (۲۰۳ مایل) می‌رسد، اما کمتر از اوبرون ، انتهای پنج قمر بزرگ اورانوس، قفل می‌شود. تیتانیا احتمالاً تحت یک رویداد سطح‌بندی اولیه درون‌زا قرار گرفت که سطح قدیمی‌تر و شدیداً شکاف خوردهٔ آن را از بین برد. سطح تیتانیا توسط سیستمی از دره‌ها و قلاب‌های عظیم بریده می‌شود، که نتیجهٔ گسترش فضای داخلی آن در مراحل بعدی تکامل است. مانند تمام قمرهای مهم اورانوس، تیتانیا احتمالاً از یک قرص برافزایشی تشکیل شده‌است که درست پس از شکل‌گیری سیاره را احاطه کرده‌است.
طیف‌سنجی مادون قرمز از سال ۲۰۰۱ تا ۲۰۰۵ وجود یخ آب و همچنین دی‌اکسید کربن منجمد را در سطح تیتانیا نشان داد، که به نوبه خود نشان می‌دهد که این قمر ممکن است دارای یک جو دی‌اکسید کربن ضعیف با فشار سطح حدود ۱۰ نانو پاسکال باشد (۱۰− ۱۳ بار) اندازه‌گیری‌های انجام شده در طول اختفا یک ستاره از سوی تیتانیا، حد بالایی را در فشار سطح هر اتمسفر ممکن در ۱–۲ میلی‌آمپر (۱۰–۲۰ نانومتر) ایجاد کرد.
سیستم اورانیم فقط یکبار از نزدیک توسط فضاپیمای Voyager 2 در ژانویه ۱۹۸۶ مورد بررسی قرار گرفته‌است. چندین عکس از تیتانیا گرفته شده‌است که اجازه نقشه‌برداری از حدود ۴۰٪ از سطح آن را می‌دهد.